# Finale del Grand Prix ISU di pattinaggio di figura
La finale del Grand Prix di pattinaggio di figura è la settima ed ultima gara del Grand Prix alla quale accedono, per ogni disciplina, i sei pattinatori che in base al piazzamento nelle gare precedenti hanno ottenuto il punteggio più alto.
Le medaglie vengono assegnate in quattro discipline: singolo maschile, singolo femminile, coppie e danza su ghiaccio.
La finale senior si tiene in concomitanza della finale junior nella stessa sede.

## Albo d'oro

### Singolo maschile
| Anno      | Sede della finale | Oro                                          | Argento                                      | Bronzo                                       |
| 1995-1996 | Parigi            | Aleksej Urmanov                              | Elvis Stojko                                 | Éric Millot                                  |
| 1996-1997 | Hamilton          | Elvis Stojko                                 | Todd Eldredge                                | Aleksej Urmanov                              |
| 1997-1998 | Monaco di Baviera | Il'ja Kulik                                  | Elvis Stojko                                 | Todd Eldredge                                |
| 1998-1999 | San Pietroburgo   | Aleksej Jagudin                              | Aleksej Urmanov                              | Evgenij Pljuščenko                           |
| 1999-2000 | Lione             | Evgenij Pljuščenko                           | Elvis Stojko                                 | Timothy Goebel                               |
| 2000-2001 | Tokyo             | Evgenij Pljuščenko                           | Aleksej Jagudin                              | Matthew Savoie                               |
| 2001-2002 | Kitchener         | Aleksej Jagudin                              | Evgenij Pljuščenko                           | Timothy Goebel                               |
| 2002-2003 | San Pietroburgo   | Evgenij Pljuščenko                           | Il'ja Klimkin                                | Brian Joubert                                |
| 2003-2004 | Colorado Springs  | Emanuel Sandhu                               | Evgenij Pljuščenko                           | Michael Weiss                                |
| 2004-2005 | Pechino           | Evgenij Pljuščenko                           | Jeffrey Buttle                               | Li Chengjiang                                |
| 2005-2006 | Tokyo             | Stéphane Lambiel                             | Jeffrey Buttle                               | Daisuke Takahashi                            |
| 2006-2007 | San Pietroburgo   | Brian Joubert                                | Daisuke Takahashi                            | Nobunari Oda                                 |
| 2007-2008 | Torino            | Stéphane Lambiel                             | Daisuke Takahashi                            | Evan Lysacek                                 |
| 2008-2009 | Goyang            | Jeremy Abbott                                | Takahiko Kozuka                              | Johnny Weir                                  |
| 2009-2010 | Tokyo             | Evan Lysacek                                 | Nobunari Oda                                 | Johnny Weir                                  |
| 2010-2011 | Pechino           | Patrick Chan                                 | Nobunari Oda                                 | Takahiko Kozuka                              |
| 2011-2012 | Québec            | Patrick Chan                                 | Daisuke Takahashi                            | Javier Fernández                             |
| 2012-2013 | Soči              | Daisuke Takahashi                            | Yuzuru Hanyū                                 | Patrick Chan                                 |
| 2013-2014 | Fukuoka           | Yuzuru Hanyū                                 | Patrick Chan                                 | Nobunari Oda                                 |
| 2014-2015 | Barcellona        | Yuzuru Hanyū                                 | Javier Fernández                             | Sergej Voronov                               |
| 2015-2016 | Barcellona        | Yuzuru Hanyū                                 | Javier Fernández                             | Shōma Uno                                    |
| 2016-2017 | Marsiglia         | Yuzuru Hanyū                                 | Nathan Chen                                  | Shōma Uno                                    |
| 2017-2018 | Nagoya            | Nathan Chen                                  | Shōma Uno                                    | Michail Koljada                              |
| 2018-2019 | Vancouver         | Nathan Chen                                  | Shōma Uno                                    | Jun-hwan Cha                                 |
| 2019-2020 | Torino            | Nathan Chen                                  | Yuzuru Hanyū                                 | Kévin Aymoz                                  |
| 2020-2021 | Pechino           | Annullata a causa della pandemia di COVID-19 | Annullata a causa della pandemia di COVID-19 | Annullata a causa della pandemia di COVID-19 |
| 2021-2022 | Osaka             | Annullata a causa della pandemia di COVID-19 | Annullata a causa della pandemia di COVID-19 | Annullata a causa della pandemia di COVID-19 |
| 2022-2023 | Torino            | Shōma Uno                                    | Sōta Yamamoto                                | Ilia Malinin                                 |
| 2023-2024 | Pechino           | Ilia Malinin                                 | Shōma Uno                                    | Yūma Kagiyama                                |
| 2024-2025 | Grenoble          | Ilia Malinin                                 | Yūma Kagiyama                                | Shun Sato                                    |

### Singolo femminile
| Anno      | Sede della finale | Oro                                          | Argento                                      | Bronzo                                       |
| 1995-1996 | Parigi            | Michelle Kwan                                | Irina Sluckaja                               | Josée Chouinard                              |
| 1996-1997 | Hamilton          | Tara Lipinski                                | Michelle Kwan                                | Irina Sluckaja                               |
| 1997-1998 | Monaco di Baviera | Tara Lipinski                                | Tanja Szewczenko                             | Marija Butyrskaja                            |
| 1998-1999 | San Pietroburgo   | Tat'jana Malinina                            | Marija Butyrskaja                            | Irina Sluckaja                               |
| 1999-2000 | Lione             | Irina Sluckaja                               | Michelle Kwan                                | Marija Butyrskaja                            |
| 2000-2001 | Tokyo             | Irina Sluckaja                               | Michelle Kwan                                | Sarah Hughes                                 |
| 2001-2002 | Kitchener         | Irina Sluckaja                               | Michelle Kwan                                | Sarah Hughes                                 |
| 2002-2003 | San Pietroburgo   | Sasha Cohen                                  | Irina Sluckaja                               | Viktorija Volčkova                           |
| 2003-2004 | Colorado Springs  | Fumie Suguri                                 | Sasha Cohen                                  | Shizuka Arakawa                              |
| 2004-2005 | Pechino           | Irina Sluckaja                               | Shizuka Arakawa                              | Joannie Rochette                             |
| 2005-2006 | Tokyo             | Mao Asada                                    | Irina Sluckaja                               | Yukari Nakano                                |
| 2006-2007 | San Pietroburgo   | Yuna Kim                                     | Mao Asada                                    | Sarah Meier                                  |
| 2007-2008 | Torino            | Yuna Kim                                     | Mao Asada                                    | Carolina Kostner                             |
| 2008-2009 | Goyang            | Mao Asada                                    | Yuna Kim                                     | Carolina Kostner                             |
| 2009-2010 | Tokyo             | Yuna Kim                                     | Miki Andō                                    | Akiko Suzuki                                 |
| 2010-2011 | Pechino           | Alissa Czisny                                | Carolina Kostner                             | Kanako Murakami                              |
| 2011-2012 | Québec            | Carolina Kostner                             | Akiko Suzuki                                 | Alëna Leonova                                |
| 2012-2013 | Soči              | Mao Asada                                    | Ashley Wagner                                | Akiko Suzuki                                 |
| 2013-2014 | Fukuoka           | Mao Asada                                    | Julija Lipnickaja                            | Ashley Wagner                                |
| 2014-2015 | Barcellona        | Elizaveta Tuktamyševa                        | Elena Radionova                              | Ashley Wagner                                |
| 2015-2016 | Barcellona        | Evgenija Medvedeva                           | Satoko Miyahara                              | Elena Radionova                              |
| 2016-2017 | Marsiglia         | Evgenija Medvedeva                           | Satoko Miyahara                              | Anna Pogorilaja                              |
| 2017-2018 | Nagoya            | Alina Zagitova                               | Marija Sotskova                              | Kaetlyn Osmond                               |
| 2018-2019 | Vancouver         | Rika Kihira                                  | Alina Zagitova                               | Elizaveta Tuktamyševa                        |
| 2019-2020 | Torino            | Alëna Kostornaja                             | Anna Ščerbakova                              | Aleksandra Trusova                           |
| 2020-2021 | Pechino           | Annullata a causa della pandemia di COVID-19 | Annullata a causa della pandemia di COVID-19 | Annullata a causa della pandemia di COVID-19 |
| 2021-2022 | Osaka             | Annullata a causa della pandemia di COVID-19 | Annullata a causa della pandemia di COVID-19 | Annullata a causa della pandemia di COVID-19 |
| 2022-2023 | Torino            | Mai Mihara                                   | Isabeau Levito                               | Loena Hendrickx                              |
| 2023-2024 | Pechino           | Kaori Sakamoto                               | Loena Hendrickx                              | Hana Yoshida                                 |
| 2024-2025 | Grenoble          | Amber Glenn                                  | Mone Chiba                                   | Kaori Sakamoto                               |

### Coppie
| Anno      | Sede della finale | Oro                                          | Argento                                      | Bronzo                                       |
| 1995-1996 | Parigi            | Evgenija Šiškova / Vadim Naumov              | Marina El'cova / Andrej Buškov               | Mandy Wötzel / Ingo Steuer                   |
| 1996-1997 | Hamilton          | Mandy Wötzel / Ingo Steuer                   | Oksana Kazakova / Artur Dmitriev             | Marina El'cova / Andrej Buškov               |
| 1997-1998 | Monaco di Baviera | Elena Berežnaja / Anton Sicharulidze         | Mandy Wötzel / Ingo Steuer                   | Oksana Kazakova / Artur Dmitriev             |
| 1998-1999 | San Pietroburgo   | Shen Xue / Zhao Hongbo                       | Elena Berežnaja / Anton Sicharulidze         | Marija Petrova / Aleksej Tichonov            |
| 1999-2000 | Lione             | Shen Xue / Zhao Hongbo                       | Sarah Abitbol / Stéphane Bernadis            | Elena Berežnaja / Anton Sicharulidze         |
| 2000-2001 | Tokyo             | Jamie Salé / David Pelletier                 | Elena Berežnaja / Anton Sicharulidze         | Shen Xue / Zhao Hongbo                       |
| 2001-2002 | Kitchener         | Jamie Salé / David Pelletier                 | Elena Berežnaja / Anton Sicharulidze         | Shen Xue / Zhao Hongbo                       |
| 2002-2003 | San Pietroburgo   | Tat'jana Tot'mjanina / Maksim Marinin        | Shen Xue / Zhao Hongbo                       | Marija Petrova / Aleksej Tichonov            |
| 2003-2004 | Colorado Springs  | Shen Xue / Zhao Hongbo                       | Tat'jana Tot'mjanina / Maksim Marinin        | Marija Petrova / Aleksej Tichonov            |
| 2004-2005 | Pechino           | Shen Xue / Zhao Hongbo                       | Marija Petrova / Aleksej Tichonov            | Pang Qing / Tong Jian                        |
| 2005-2006 | Tokyo             | Tat'jana Tot'mjanina / Maksim Marinin        | Zhang Dan / Zhang Hao                        | Aliona Savchenko / Robin Szolkowy            |
| 2006-2007 | San Pietroburgo   | Shen Xue / Zhao Hongbo                       | Aliona Savchenko / Robin Szolkowy            | Zhang Dan / Zhang Hao                        |
| 2007-2008 | Torino            | Aliona Savchenko / Robin Szolkowy            | Zhang Dan / Zhang Hao                        | Pang Qing / Tong Jian                        |
| 2008-2009 | Goyang            | Pang Qing / Tong Jian                        | Zhang Dan / Zhang Hao                        | Aliona Savchenko / Robin Szolkowy            |
| 2009-2010 | Tokyo             | Shen Xue / Zhao Hongbo                       | Pang Qing / Tong Jian                        | Aliona Savchenko / Robin Szolkowy            |
| 2010-2011 | Pechino           | Aliona Savchenko / Robin Szolkowy            | Pang Qing / Tong Jian                        | Sui Wenjing / Han Cong                       |
| 2011-2012 | Québec            | Aliona Savchenko / Robin Szolkowy            | Tat'jana Volosožar / Maksim Tran'kov         | Juko Kavaguti / Aleksandr Smirnov            |
| 2012-2013 | Soči              | Tat'jana Volosožar / Maksim Tran'kov         | Vera Bazarova / Jurij Larionov               | Pang Qing / Tong Jian                        |
| 2013-2014 | Fukuoka           | Aliona Savchenko / Robin Szolkowy            | Tat'jana Volosožar / Maksim Tran'kov         | Pang Qing / Tong Jian                        |
| 2014-2015 | Barcellona        | Meagan Duhamel / Eric Radford                | Ksenija Stolbova / Fëdor Klimov              | Sui Wenjing / Han Cong                       |
| 2015-2016 | Barcellona        | Ksenija Stolbova / Fëdor Klimov              | Meagan Duhamel / Eric Radford                | Juko Kavaguti / Aleksandr Smirnov            |
| 2016-2017 | Marsiglia         | Evgenija Tarasova / Vladimir Morozov         | Xiaoyu Yu / Hao Zhang                        | Meagan Duhamel / Eric Radford                |
| 2017-2018 | Nagoya            | Aliona Savchenko / Bruno Massot              | Sui Wenjing / Han Cong                       | Meagan Duhamel / Eric Radford                |
| 2018-2019 | Vancouver         | Vanessa James / Morgan Ciprès                | Peng Cheng / Jin Yang                        | Evgenija Tarasova / Vladimir Morozov         |
| 2019-2020 | Torino            | Sui Wenjing / Han Cong                       | Peng Cheng / Jin Yang                        | Anastasija Mišina / Aleksandr Galljamov      |
| 2020-2021 | Pechino           | Annullata a causa della pandemia di COVID-19 | Annullata a causa della pandemia di COVID-19 | Annullata a causa della pandemia di COVID-19 |
| 2021-2022 | Osaka             | Annullata a causa della pandemia di COVID-19 | Annullata a causa della pandemia di COVID-19 | Annullata a causa della pandemia di COVID-19 |
| 2022-2023 | Torino            | Riku Miura / Ryūichi Kihara                  | Alexa Knierim / Brandon Frazier              | Sara Conti / Niccolò Macii                   |
| 2023-2024 | Pechino           | Minerva Fabienne Hase / Nikita Volodin       | Sara Conti / Niccolò Macii                   | Deanna Stellato-Dudek / Maxime Deschamps     |
| 2024-2025 | Grenoble          | Minerva Fabienne Hase / Nikita Volodin       | Riku Miura / Ryūichi Kihara                  | Anastasiia Metelkina / Luka Berulava         |

### Danza su ghiaccio
| Anno      | Sede della finale | Oro                                          | Argento                                      | Bronzo                                       |
| 1995-1996 | Parigi            | Oksana Griščuk / Evgenij Platov              | Anželika Krylova / Oleg Ovsjannikov          | Marina Anisina / Gwendal Peizerat            |
| 1996-1997 | Hamilton          | Shae-Lynn Bourne / Victor Kraatz             | Anželika Krylova / Oleg Ovsjannikov          | Marina Anisina / Gwendal Peizerat            |
| 1997-1998 | Monaco di Baviera | Oksana Griščuk / Evgenij Platov              | Shae-Lynn Bourne / Victor Kraatz             | Marina Anisina / Gwendal Peizerat            |
| 1998-1999 | San Pietroburgo   | Anželika Krylova / Oleg Ovsjannikov          | Marina Anisina / Gwendal Peizerat            | Irina Lobačëva / Il'ja Averbuch              |
| 1999-2000 | Lione             | Marina Anisina / Gwendal Peizerat            | Barbara Fusar-Poli / Maurizio Margaglio      | Margarita Drobiazko / Povilas Vanagas        |
| 2000-2001 | Tokyo             | Barbara Fusar-Poli / Maurizio Margaglio      | Irina Lobačëva / Il'ja Averbuch              | Margarita Drobiazko / Povilas Vanagas        |
| 2001-2002 | Kitchener         | Shae-Lynn Bourne / Victor Kraatz             | Marina Anisina / Gwendal Peizerat            | Margarita Drobiazko / Povilas Vanagas        |
| 2002-2003 | San Pietroburgo   | Irina Lobačëva / Il'ja Averbuch              | Tat'jana Navka / Roman Kostomarov            | Albena Denkova / Maksim Staviski             |
| 2003-2004 | Colorado Springs  | Tat'jana Navka / Roman Kostomarov            | Albena Denkova / Maksim Staviski             | Tanith Belbin / Benjamin Agosto              |
| 2004-2005 | Pechino           | Tat'jana Navka / Roman Kostomarov            | Tanith Belbin / Benjamin Agosto              | Albena Denkova / Maksim Staviski             |
| 2005-2006 | Tokyo             | Tat'jana Navka / Roman Kostomarov            | Olena Hrušyna / Ruslan Hončarov              | Marie-France Dubreuil / Patrice Lauzon       |
| 2006-2007 | San Pietroburgo   | Albena Denkova / Maksim Staviski             | Marie-France Dubreuil / Patrice Lauzon       | Oksana Domnina / Maksim Šabalin              |
| 2007-2008 | Torino            | Oksana Domnina / Maksim Šabalin              | Tanith Belbin / Benjamin Agosto              | Isabelle Delobel / Olivier Schoenfelder      |
| 2008-2009 | Goyang            | Isabelle Delobel / Olivier Schoenfelder      | Oksana Domnina / Maksim Šabalin              | Meryl Davis / Charlie White                  |
| 2009-2010 | Tokyo             | Meryl Davis / Charlie White                  | Tessa Virtue / Scott Moir                    | Nathalie Péchalat / Fabian Bourzat           |
| 2010-2011 | Pechino           | Meryl Davis / Charlie White                  | Nathalie Péchalat / Fabian Bourzat           | Vanessa Crone / Paul Poirier                 |
| 2011-2012 | Québec            | Meryl Davis / Charlie White                  | Tessa Virtue / Scott Moir                    | Nathalie Péchalat / Fabian Bourzat           |
| 2012-2013 | Soči              | Meryl Davis / Charlie White                  | Tessa Virtue / Scott Moir                    | Nathalie Péchalat / Fabian Bourzat           |
| 2013-2014 | Fukuoka           | Meryl Davis / Charlie White                  | Tessa Virtue / Scott Moir                    | Nathalie Péchalat / Fabian Bourzat           |
| 2014-2015 | Barcellona        | Kaitlyn Weaver / Andrew Poje                 | Madison Chock / Evan Bates                   | Gabriella Papadakis / Guillaume Cizeron      |
| 2015-2016 | Barcellona        | Kaitlyn Weaver / Andrew Poje                 | Madison Chock / Evan Bates                   | Anna Cappellini / Luca Lanotte               |
| 2016-2017 | Marsiglia         | Tessa Virtue / Scott Moir                    | Gabriella Papadakis / Guillaume Cizeron      | Maia Shibutani / Alex Shibutani              |
| 2017-2018 | Nagoya            | Gabriella Papadakis / Guillaume Cizeron      | Tessa Virtue / Scott Moir                    | Maia Shibutani / Alex Shibutani              |
| 2018-2019 | Vancouver         | Madison Hubbell / Zachary Donohue            | Viktorija Sinicina / Nikita Kacalapov        | Charlène Guignard / Marco Fabbri             |
| 2019-2020 | Torino            | Gabriella Papadakis / Guillaume Cizeron      | Madison Chock / Evan Bates                   | Madison Hubbell / Zachary Donohue            |
| 2020-2021 | Pechino           | Annullata a causa della pandemia di COVID-19 | Annullata a causa della pandemia di COVID-19 | Annullata a causa della pandemia di COVID-19 |
| 2021-2022 | Osaka             | Annullata a causa della pandemia di COVID-19 | Annullata a causa della pandemia di COVID-19 | Annullata a causa della pandemia di COVID-19 |
| 2022-2023 | Torino            | Piper Gilles / Paul Poirier                  | Madison Chock / Evan Bates                   | Charlène Guignard / Marco Fabbri             |
| 2023-2024 | Pechino           | Madison Chock / Evan Bates                   | Charlène Guignard / Marco Fabbri             | Piper Gilles / Paul Poirier                  |
| 2024-2025 | Grenoble          | Madison Chock / Evan Bates                   | Charlène Guignard / Marco Fabbri             | Lilah Fear / Lewis Gibson                    |

## Medagliere per nazioni
| Posiz. | Nazione       | Oro | Argento | Bronzo | Totale |
| ------ | ------------- | --- | ------- | ------ | ------ |
| 1      | Russia        | 25  | 25      | 17     | 67     |
| 2      | Stati Uniti   | 12  | 12      | 14     | 38     |
| 3      | Giappone      | 9   | 13      | 9      | 31     |
| 4      | Canada        | 9   | 12      | 5      | 26     |
| 5      | Cina          | 7   | 6       | 9      | 22     |
| 6      | Germania      | 5   | 3       | 4      | 12     |
| 7      | Francia       | 3   | 4       | 10     | 17     |
| 8      | Corea del Sud | 3   | 1       | 0      | 4      |
| 9      | Italia        | 2   | 2       | 6      | 10     |
| 10     | Svizzera      | 2   | 0       | 1      | 3      |
| 11     | Bulgaria      | 1   | 1       | 2      | 4      |
| 12     | Uzbekistan    | 1   | 0       | 0      | 1      |
| 13     | Spagna        | 0   | 2       | 1      | 1      |
| 14     | Ucraina       | 0   | 1       | 0      | 1      |
| 15     | Lituania      | 0   | 0       | 3      | 3      |
| 16     | Belgio        | 0   | 0       | 1      | 1      |